# (33967) 2000 NO12
2000 NO12 (asteroide 33967) é um asteroide da cintura principal. Possui uma excentricidade de 0.10027020 e uma inclinação de 10.67319º.
Este asteroide foi descoberto no dia 5 de julho de 2000 por LONEOS em Anderson Mesa.